# Selección femenina de hockey sobre hierba de Australia

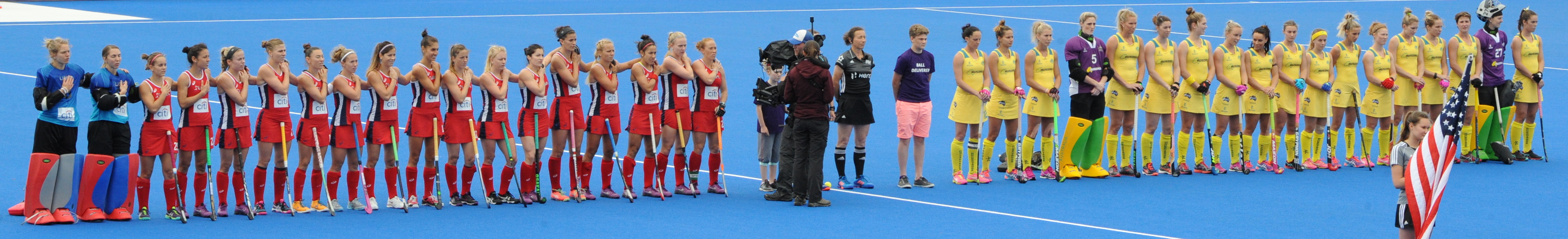
Partido de Champions 2016, hockey femenino. Equipo nacional australiano femenino de hockey sobre hierba y equipo nacional femenino estadounidense.

La Selección femenina de hockey sobre césped de Australia (también conocidas como las Hockeyroos) son el equipo nacional representativo australiano en las competiciones internacionales de hockey sobre césped.
Han ganado 3 medallas de oro en los Juegos Olímpicos, en 1988, 1996 y 2000, y dos campeonatos mundiales en 1994 y 1998.

## Resultados

### Juegos Olímpicos
- Los Ángeles 1984 - 4.º puesto
- Seúl 1988 - Oro
- Barcelona 1992 - 5.º puesto
- Atlanta 1996 - Oro
- Sídney 2000 - Oro
- Atenas 2004 - 5.º puesto
- Pekín 2008 - 5.º puesto
- Londres 2012 - 5.º puesto

### Copa del Mundo
- 1981 - Buenos Aires, Argentina - 4.º puesto
- 1983 - Kuala Lumpur, Malasia - Bronce
- 1986 - Ámsterdam, Países Bajos - 6.º puesto
- 1990 - Sídney, Australia - Plata
- 1994 - Dublín, Irlanda - Oro
- 1998 - Utrecht, Países Bajos - Oro
- 2002 - Perth, Australia - 4.º puesto
- 2006 - Madrid, España - Plata
- 2010 - Rosario, Argentina -  5.º puesto
- 2014 - La Haya, Países Bajos - Plata

### Champions Trophy
- 1987 - Amstelveen, Países Bajos - Plata
- 1989 - Fráncfort del Meno, Alemania - Plata
- 1991 - Berlín, Alemania - Oro
- 1993 - Amstelveen, Países Bajos - Oro
- 1995 - Mar del Plata, Argentina - Oro
- 1997 - Berlín, Alemania - Oro
- 1999 - Brisbane, Australia - Oro
- 2000 - Amstelveen, Países Bajos - Bronce
- 2001 - Amstelveen, Países Bajos - Bronce
- 2002 - Macao, China - 4.º puesto
- 2003 - Sídney, Australia - Oro
- 2004 - Rosario, Argentina - 4.º puesto
- 2005 - Canberra, Australia - Plata
- 2006 - Amstelveen, Países Bajos - 5.º puesto
- 2007 - Quilmes, Argentina - 4.º puesto
- 2008 - Mönchengladbach, Alemania - 5.º puesto
- 2009 - Sídney, Australia - Plata
- 2011 - Ámsterdam͵ Países Bajos - 6.º puesto
- 2014 - Mendoza͵ Argentina - Plata

### Liga Mundial
- 2012/13 - San Miguel de Tucumán, Argentina - Plata
- 2014/15 - Rosario, Argentina - 6.º puesto

### Hockey Pro League
- 2019 - Plata
- 2020-2021 - 5.º
- 2021-2022 - retirado
- 2022-2023 - Bronce
- 2023-2024 - 6.º
- 2024-2025 - 5.º

### Champions Challenge
- 2012 - Dublín, Irlanda - Oro

### Juegos de la Mancomunidad
- 1998 - Kuala Lumpur - Oro
- 2002 - Manchester - Bronce
- 2006 - Melbourne - Oro
- 2010 - Nueva Delhi - Oro

### Copa de Oceanía
- 1999 - Sídney, Australia - Oro
- 2003 - Melbourne, Australia - Oro
- 2005 - Suva, Fiyi - Oro
- 2007 - Buderim, Australia - Plata
- 2009 - Invercargill, Nueva Zelanda - Plata
- 2011 - Hobart, Australia - Plata
- 2013 - Stratford, Nueva Zelanda - Oro